# 大阪市立旭陽中学校
大阪市立旭陽中学校（おおさかしりつ きょくようちゅうがっこう）は、大阪市旭区にある公立中学校。
近隣には大阪府立旭高等学校があり、高校創立当時旭陽中の校舎を間借りしていた時期があった。また大阪市では珍しく、入学式などに歌で生徒を送るなどのことをしている。

## 沿革
1947年の学制改革に伴い、大阪市立旭第一中学校として開校した。開校当初は大阪市立高殿小学校分校に併設していた。1950年に現在地に校地を選定し、1952年に移転している。
当時の校舎は、大阪市立文の里中学校（阿倍野区）とともに文部省のモデルスクールに指定され、鉄筋コンクリートで建設された。当時の鉄筋コンクリート校舎は、文の里中学校に次いで大阪市立中学校としては2番目に設置された鉄筋コンクリート校舎だった。
- 1947年4月　大阪市立旭第一中学校として開校。
- 1949年5月　大阪市立旭陽中学校に改称。
- 1952年7月　文部省モデルスクール校に指定される。
- 1952年10月18日　新校舎落成式。
- 1961年3月　体育館兼講堂竣工。

## 通学区域
- 大阪市立大宮小学校・大阪市立高殿小学校・大阪市立高殿南小学校の通学区域。

## 交通
- 地下鉄谷町線 関目高殿駅 北西へ約700m。
- 京阪本線 関目駅、地下鉄今里筋線 関目成育駅 北西へ約1.1km。
- 大阪シティバス 旭陽中学校前バス停